# Monasa nigrifrons
La monja unicolor o monja de frente negra (Monasa nigrifrons) es una especie de ave en la familia Bucconidae.

## Información general
Se encuentra en la Amazonía de Bolivia, Brasil, Colombia, Ecuador y Perú, y también a las regiones del este y sureste de Brasil. Su hábitat natural son los bosques húmedos subtropicales o tropicales de tierras bajas, pantanos tropicales o subtropicales y bosques antiguos muy degradados.
La monja de frente negra es un ave llamativa, el cuerpo es negro con el pico color rojo anaranjado. Se encuentra en pequeños grupos gregarios en la parte baja a nivel medio de los bosques.